# Глибинна екологія

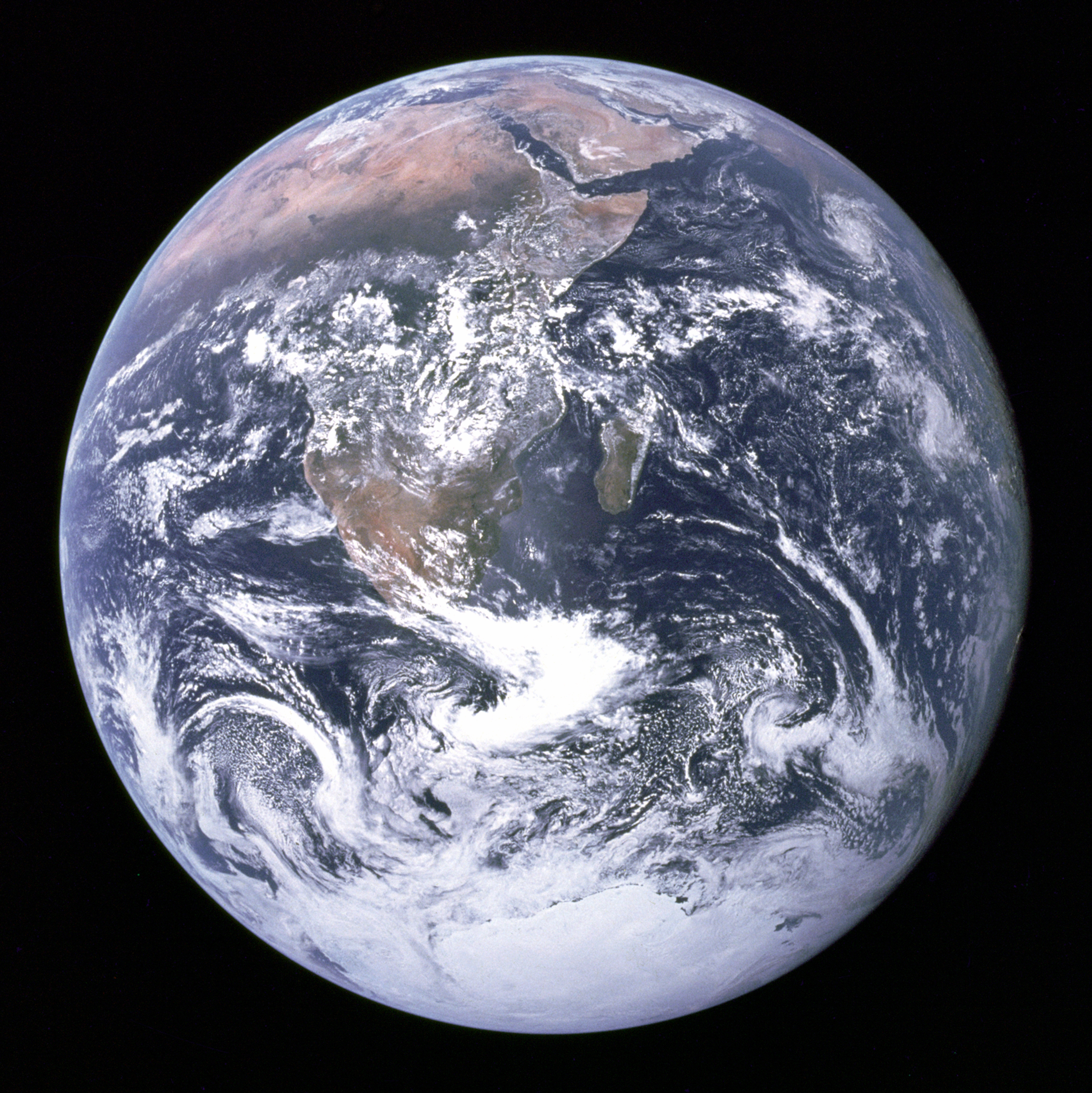

Основними положеннями глибинної екології є:
- визнання самостійної цінності всіх форм життя, незалежно від їх корисності для людини;
- усвідомлення багатства та  різноманітності форм життя, які мають власну цінність і сприяють розквіту  людства;
- Людина не має права зменшувати багатство і різноманітність форм життя (крім випадків задоволення її насущних потреб);
- розквіт людства та його  культури може відбуватися в умовах скорочення його чисельності;
- сучасне втручання людини в інші форми життя має надлишковий характер, і ситуація швидко погіршується, що викликає необхідність зміни  технологій,  економіки та ідеологічних структур взаємини людини з іншими формами життя;
- основна ідеологічна зміна — визнання якості життя людини найважливішим показником.

З ідеями глибинної екології багато в чому змикається концепція енвайронменталізму (environment — навколишнє середовище), основні напрями якого — радикальне перетворення системи цінностей суспільства, заперечення антропоцентризму і обмеження економічного зростання і екологічно невиправданої поведінки.
Термін «глибинна екологія» ввів в обіг  норвезький екофілософ і активіст Арне Наеш, який зробив в 1973 році заяву про принципову різницю між екологами-реформаторами, яких він назвав «поверхневими» або «дрібними» і «глибинним» екологічним рухом.
Як критерії відмінності «глибинних екологістів» від руху основної течії екологістів багато хто тоді виділяв такі принципи:
1. Природний світ цінний сам по собі;
2. Тиску індустріального суспільства на  біосферу має бути покладено край;
3. Потрібна радикальна реконструкція  людського суспільства у напрямку до екологічних пріоритетів.

«Глибинними екологами» спочатку вважали соціальних екологів і екофеміністів, американських індіанців і Фронт визволення тварин, біорегіоналістів тощо.
Розвиток «глибинна екологія» отримала в найбільшому з радикальних екологічних рухів — американській організації «Earth First!» (Земля передусім!), створеній групою  консерваціоністів, що програли лобістську атаку проти акту федерального уряду про перегляд і переоцінку бездорожніх місцевостей 1980 року. Прийшовши до висновку, що уряд захищає тільки видовищні місця («лід і скелі»), але не біологічне різноманіття, переводячи дебати в площину таких «святих» понять, як приватна власність і американський спосіб життя, вони взяли на озброєння «глибинну екологію» і перейшли до акцій громадянської непокори та екологічного саботажу (екотаж).
Це мало величезний успіх, і чисельність руху стала обчислюватися тисячами учасників, що діють в більшості північноамериканських штатів (за десять років газета руху отримала понад 15 тис. передплатників). Поступово в русі склалася своя унікальна філософія, багато в чому заснована на  язичництві американських індіанців (іноді в синтезі з буддизмом і даосизмом). Члени організації приділяли увагу різним ритуалам єднання з природою, розвивали  міфологію. Великий вплив на міфологію руху надали есе Олдо Леопольда «Думаючи, як гора», написане в 1949 року, в якому жива і «нежива» природа одушевлялися і наділялися розумом, що перевищував людський, а також повість Едварда Еббі «Банда розвідного ключа» (1975), де розповідалося про групу лихих екологічних терористів. Ідеологи «Earth First!» звинувачують юдаїзм і християнство в антропоцентризмі, вважаючи, що саме ці релігії створили антиприродні тенденції. Етичні концепції учасників руху виводять людину з центру  моралі.
Члени руху здійснювали різноманітні дії на захист дикої природи: вбивали цвяхи в дерева («шипування»), щоб зірвати їхню вирубку, прибирали розмітку на будмайданчиках, знищували бульдозери та іншу техніку, підривали опори ліній електропередачі. Активісти випустили навіть спеціальну книгу — посібник з проведення нелегальних акцій екологічного саботажу — «Ecodcfcnse» (екотаж). Практикувалися і легальні акції громадянської непокори —  блокади, пікети,  демонстрації. Все це призвело до того, що фірми змушені були нести додаткові витрати через зіпсоване устаткування або найму посиленої охорони; роботи затягувалися, а фірми зазнавали збитків. Деякі компанії відмовлялися від своїх проєкт. Інші намагалися відповісти насильством. У травні 1990 року в  Каліфорнії був підірваний автомобіль з двома активістами. Деякі члени руху опинилися у в'язниці за «злісне знищення власності».
Для всіх було несподіваним, коли 1987 року на американському Національному Зеленому Конгресі один з найстаріших активістів екологічного та соціального руху Мюррей Букчин піддав «глибинних екологістов», головним чином учасників руху «Earth First!», вельми різкій критиці, заявивши, що вони несуть потенційну небезпеку екологічній перспективі. Букчин вважає, що біоцентристська позиція «глибинних екологістів» відкидає екологічний гуманізм і ставить людське суспільство за рамки цілей у своїй діяльності. Розглядаючи людство лише як один з видів біосфери, тим більше як вид, що послужив причиною екологічної катастрофи, «глибинні екологісти», на думку Букчина, зайняли відверто антилюдську позицію.
На позиціях «глибинної екології», окрім «Earth First!» стоїть «Природоохоронне товариство „Морський пастух“», що займається захистом китів. Члени цієї організації купили судно і пристосували його для таранної атаки на китобійні шхуни. У липні 1994 року судно «Вічний кит» під командуванням капітана Ватсона витримало бій з кораблями берегової охорони  Норвегії. «Вічному Кіту» вдалося втекти, попри отримані пошкодження і пожежу. Після відмови Норвегії від міжнародної заборони на комерційний видобуток китів члени товариства потопили вже два китобійних судна. Слід відзначити і відомий «Фронт визволення тварин», що існує повністю нелегально і проводить акції зі звільнення тварин зі звіроферм і з дослідницьких центрів. Від діяльності цієї організації компанії мають колосальні збитки, тому їхніх активістів піддають особливому переслідуванню з боку поліції.

### Ресурси Інтернету
- Deep Ecology  [Архівовано 2 лютого 2015 у Wayback Machine.]